# 13497 Ronstone
13497 Ronstone eller 1986 EK1 är en asteroid i huvudbältet som upptäcktes den 5 mars 1986 av den amerikanske astronomen Edward L.G. Bowell vid Anderson Mesa Station. Den är uppkallad efter Ronald C. Stone.
Asteroiden har en diameter på ungefär 5 kilometer och den tillhör asteroidgruppen Phocaea.